# Svalbard
Svalbard je otočje v Arktičnem oceanu severno od celinske Evrope, približno na polovici poti med Norveško in Severnim polom.

## Geografija
Sestoji iz otoške skupine med 74 ° in 81° severno ter 10° in 34° vzhodno. S tem so najsevernejši del Kraljevine Norveške. Večji otoki so Spitzberg (37.673 km²), Nordaustlandet (14.443 km²), Edgeøya (5047 km²), Barentsøya (1288 km²), Kvitøya (628 km²) in Prins Karls Forland (615 km²). Na otočju živi okoli 2750 prebivalcev, največ Norvežanov in Rusov. Naseljeni so trije otoki: Spitsberg, Medvedji otok in Hopen. Največje naselje in pristanišče je Longyearbyen. Ostala pristanišča so še Barentsburg, Green Harbur, Advent in Ny Aaleslund (za izvoz premoga).
Podnebje je arktično, vendar ga blaži Zalivski tok. Povprečne temperature v mesecu marcu se gibljejo od -16 °C do -22 °C, v juliju pa 4 °C do 6 °C. Letna količina padavin je okoli 300 mm.
Otoki so gorati, najvišji vrh Newton je visok 1717 m. Številni ledeniki pokrivajo okoli 60 % vse površine. Ob obalah so globoki fjordi. Na otočju živi severni medved, severni jelen in polarna lisica. Na otočju so bogati rudniki črnega premoga. Poleg premoga, ki ga izkoriščajo od leta 1920 pa so še ležišča železa, svinca, bakra in azbesta. Od leta 1947 premog poleg Rusije izkorišča tudi Norveška. V zadnjih desetletjih pa se razvija tudi turizem.

## Zgodovina
Otoke so odkrili proti koncu 12. stoletja norveški Vikingi. Z raziskavami je leta 1596 začel nizozemski pomorščak Willem Barents. V 17. stol. so ustanovili baze angleški in nizozemski kitolovci. Nizozemci so to področje izkoriščali vse do 18. stol., ko so sem prišli še ruski lovci in raziskovalci, v začetku 19. stol pa tudi Norvežani. Otočje je v 19. in prvi polovici 20. stoletja predstavljalo bazo mnogim poletnim polarnim ekspedicijam. Od tu so 1926 preko severnega tečaja z letalom poleteli Roald Amundsen, Richard Evelyn Byrd in Umberto Nobile.
Čeprav je Svalbard za svoje ozemlje zahtevalo več držav je otočje ostalo »nikogršnja zemlja« vse do leta 1920, ko je bil 9. februarja 1920 podpisan Pariški sporazum, ki je priznal Norveški suverenost nad otoki in prepovedal na njih graditi vojaška oporišča. Vse države podpisnice sporazuma (Danska, Francija, Italija, Japonska, Nizozemska, Norveška, Švedska, Združeno kraljestvo in Združene države Amerike) pa so dobile pravico do ribolova in izkoriščanja rudnega bogastva. Leta 1925 je bil Svalbard priključen Norveški, 1935 pa je k sporazumu pristopila tudi Sovjetska zveza in še nekatere druge države. Med drugo svetovno vojno so 1941 Spitsberge zasedli Nemci, a so jih Norvežani leta 1942 osvobodili.